# Кезилахаби, Эфрас
Эфрас Кезилахаби (англ. Euphrase Kezilahabi Euphrase Kezilahabi; 13 апреля 1944, район Укереве, провинция Мванза, Танганьика — 9 января 2020) — известный танзанийский писатель, поэт, учёный (суахилист) и педагог; писал на языке суахили; жил и работал в Ботсване.

## Биографические данные
Эфрас Кезилахаби родился 13 апреля 1944 года в районе Укереве провинции Мванза тогдашней Танганьики в католической семье.
Окончил Университет Дар-эс-Салама (1970). Продолжил обучение в Университете Висконсина (США).
Долгое время жил в Ботсване, где работал преподавателем в Университете Ботсваны в должности профессора африканских языков.

## Творчество
В танзанийской литературе Кезилахаби дебютировал реалистичными романами «Роза Мистика» (1971), «Мир тревог» (1975), «Никчемц» (1976).
Эфрас Кезилахаби являлся основоположником восточноафриканского фантастического романа-притчи, в котором фольклорные мотивы переплетаются с религиозным символизмом, элементами антиутопии: «Нагона» (1989), «Лабиринт» (1990). Писатель одним из первых в регионе обратился к новым формам в поэзии, отбросив более традиционные жанры (сборники «Ожог», 1974, «Добро пожаловать», 1988) .
Избранная библиография:
- The Concept of the Hero in African Fiction (1983)
- Rosa Mistika (1988)
- Karibu Ndani (1988)
- Nagona (1990)
- Mzingile (1991)
- «Простые истины: избранные произведения Эфраса Кезилахаби» (Stray Truths: Selected Poems of Euphrase Kezilahabi) (Переводы на английский Эннмари Друри / Annmarie Drury) (2015).